# Réservoir de Reventazón
Pour les articles homonymes, voir Arenal.
Le réservoir de Reventazón est un lac du Costa Rica généré par le barrage de Reventazón sur le cours d'eau du Reventazón, important affluent du Parismina. Il est associé à une centrale hydroélectrique, la plus grande d'Amérique Centrale à la date de son inauguration en 2016.

## Géographie

### Localisation
Le lac est sur le cours moyen du Reventazón, qui arrive par le sud. Le barrage est à l'extrémité nord,.

### Districts et canton concernés
Le lac est partagé entre deux districts : Siquirres côté est et Florida (en) côté ouest, tous deux dans le canton de Siquirres, province de Limón.

## Description
Le réservoir de Reventazón a une capacité totale de stockage de 293,2 millions de mètres cubes. Il s'étend sur 9,4 km, a une surface de 7 km2 et son bassin hydrographique a une surface de 1 463 km2. La région reçoit une moyenne annuelle de précipitations de 3 500 mm. À la sortie du lac, le Reventazón a un débit moyen de 152 m3/s.
Le barrage émet un débit environnemental minimal de 15 m3/s, qui alimente une mini-centrale de 13,5 MW au pied du barrage. Une sortie inférieure est conçue pour décharger jusqu'à 600 m3/s pour la vidange du réservoir. La centrale électrique principale a un débit nominal de 240 m3/s. L'eau qu'elle utilise est restituée à la rivière via un conduit qui l'amène à 4,2 km en aval du barrage.
Sédiments
Le lac et son bassin versant sont sur un sol fait essentiellement de roches ignées. La charge annuelle de sédiments dans le réservoir est estimée à 4,2 millions de tonnes en tenant compte de la charge suspendue naturelle, de la charge du lit naturel et des charges de purge des réservoirs d'Angostura et de Cachí.
Lors des études de conception préliminaires à la construction, quatre méthodes de lutte contre la sédimentation ont été envisagées : rinçage/vidage ; système d'aspiration des sédiments par hydro-succion ; dragage ; et excavation à sec. La méthode de rinçage/vidange a été choisie en se basant sur le modèle Reservoir Conservation (RESCON),.
Un plan de gestion des sédiments a été préparé par l'ICE en août 2015 et la surveillance a commencé en 2016. Il est prévu une vingtaine d'années avant le premier rinçage/vidange du réservoir en utilisant les ouvertures en bas du barrage, mais le manuel d'exploitation du réservoir comprend une procédure générique d'assèchement partiel du réservoir pour purger les sédiments en aval, ce qui peut être nécessaire pour réduire l'érosion en aval.  
L'évacuation contrôlée des sédiments doit en principe être synchronisée avec les mêmes opérations d'évacuation dans les réservoirs d'Angostura et de Cachí en amont.
Cours d'eau
Le Bonilla conflue avec le Reventazón en rive gauche (côté ouest) tout au début du lac. En rive gauche du lac même, il reçoit le Roca qui, comme son affluent le Blanco, sort de la réserve forestière de la cordillère volcanique centrale.
Surface submergée
Le lac a submergé 7 km2 et a détourné la rivière de plus de 4 km.

## Histoire
Le bassin du Reventazón, réserve nationale d'énergie hydraulique
L'article 13 de la loi L-1657 du 10 novembre 1952 établit une « zone nationale de réserve d'énergie hydraulique » (zona nacional de reserva de energía hidráulica) couvrant la totalité du bassin versant du Reventazón (donc y compris tous ses affluents), depuis les sources jusqu'au pont du chemin de fer de l'Atlantique au point appelé La Junta, près de Siquirres (c'est le pont juste en aval de celui de la route no 32 (en) reliant Limón, Siquirres, Guácimo, Guápiles et son aéroport (en), et San José). Le même article stipule qu'à partir de cette date, aucune concession hydraulique n'est conférée dans cette zone si elle risque de gêner un quelconque aspect de la génération d'électricité. Et l’article 12 de la même loi donne 2 ans 1/2 à l'institut costaricien d'électricité (Instituto Costarricense de Electricidad ou ICE) pour présenter toutes les études techniques et les plans de construction de la première centrale dans cette zone : tout doit être prêt pour commencer à construire.
L'étude préliminaire à la construction du barrage prévoyait l'achat par ICE d'une superficie totale d'environ 20 km2 pour la construction et l'exploitation du barrage : « c'est une partie peu peuplée du Costa Rica, et selon les documents du projet, il n'y a pas de logements permanents dans cette zone. Les terres touchées sont utilisées pour l'élevage et la production agricole. Cependant, un total de 87 propriétés devront être acquises (33 sur la rive gauche et 54 sur la rive droite), touchant directement 56 propriétaires fonciers ». 

Toutefois, le village de Pascua à l'extrémité sud du lac a échappé de peu à la noyade et son ancienne gare ferroviaire a été noyée.

## Le barrage et la centrale
Le barrage, le plus grand d'Amérique centrale et le second ouvrage le plus important après le canal de Panama, a coûté 1,4 billion de dollars. 
Sa construction a commencé en 2010 ; il a été inauguré le 16 septembre 2016. 
Il fait 130 m de haut, comprend 16 vannes fabriquées en Chine et des générateurs fabriqués en Autriche.
Sa centrale hydroélectrique associée a une capacité de 305,5 MW, qui devrait fournir de l'électricité à environ 525 000 foyers, soit 1/3 des Costa Ricains.

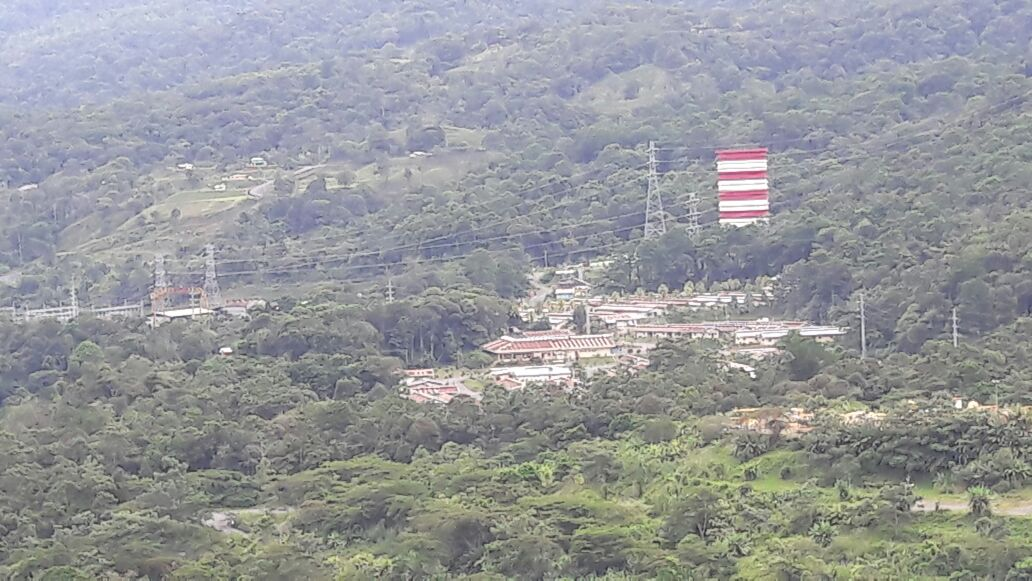
Centrale hydroélectrique rattachée au barrage de Reventazón
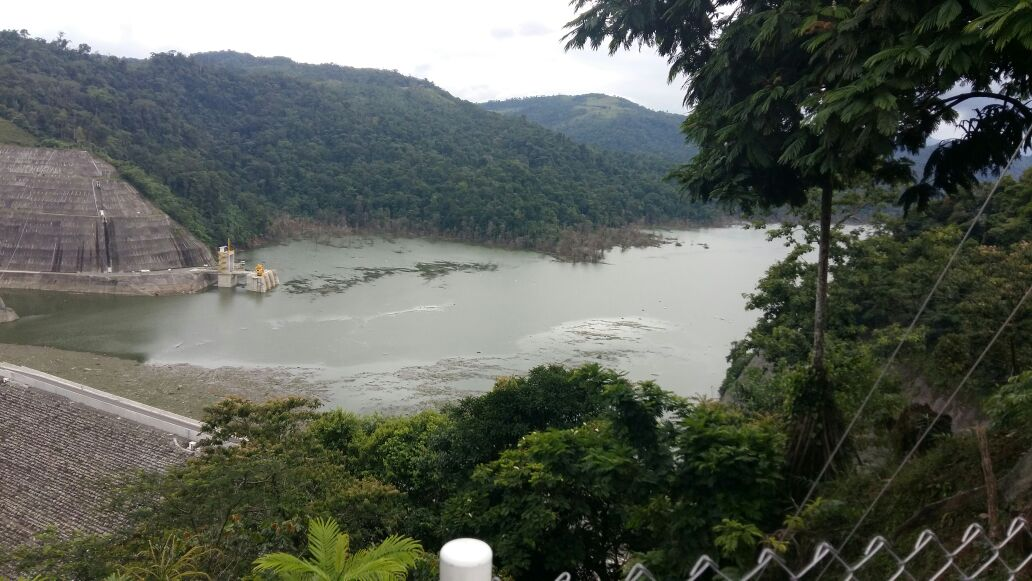
Extrémité nord du lac et une partie de son barrage
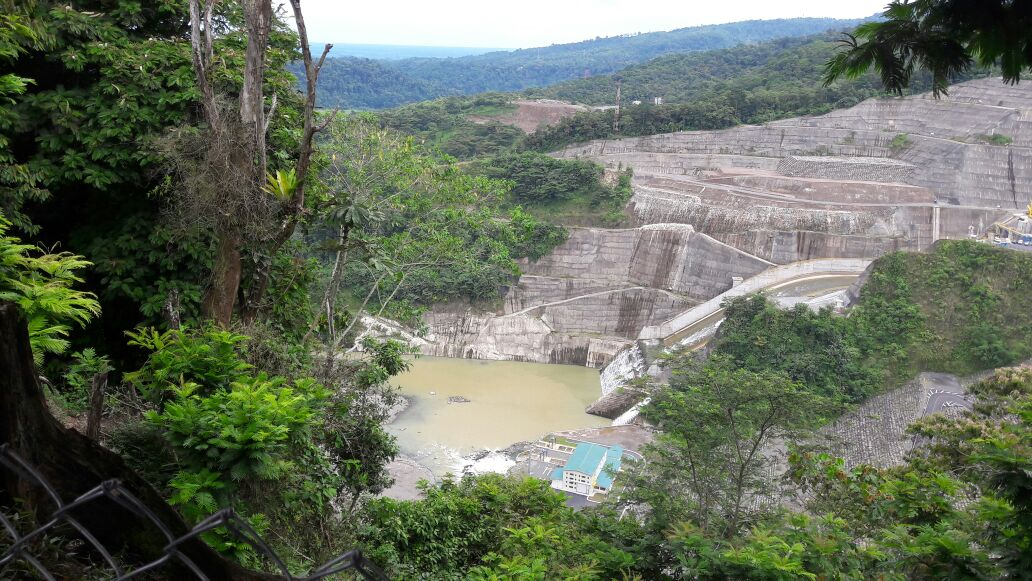
Vue vers l'est sur une partie du barrage de l'autre côté du lac
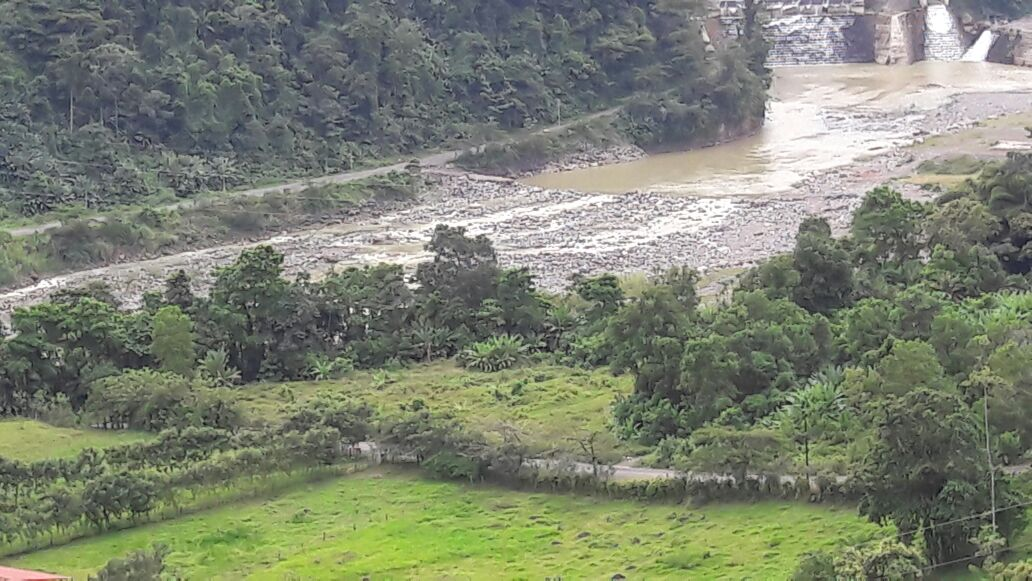
Au pied du déversoir, la double rangée d'arbres en dernier vestige de l'ancien chemin de fer

### Impacts environnementaux
Corridor biologique
Le réservoir de Reventazon a coupé une partie du couloir biologique de la cordillère de Talamanca qui relie deux grandes aires protégées : 
en rive gauche, la réserve forestière de la cordillère volcanique centrale (en) ; 
et en rive droite, la zone de protection du bassin hydrographique de la rivière Siquirres (Zona Protectora Cuenca del Río Siquirres). 
La partie de corridor qui a été coupée est le sous-corridor biologique de Barbilla Destierro (SBBD) ; il avait été identifié comme particulièrement important pour les déplacements des jaguars (en voie de disparition) et de leurs proies entre les aires protégées. Cet impact se situe à l'entrée du réservoir, côté sud. La compensation envisagée est de "maintenir la connectivité" à l'entrée du réservoir, côté sud ; c'est-à-dire, en clair, qu'on "compense" en s'engageant à ne rien faire de ce côté-là du réservoir et, plus qu'une espérance, on s'attend fermement à ce que les animaux changent leurs habitudes de transit et contourneront désormais le lac en passant par le sud. "Ne rien faire", ici, signifie ne pas s'engager dans des infrastructures touristiques, dépenser 1,8 M$ sur les trois années 2013 à 2015 pour "aider à protéger cet espace" et s'engager à dépenser 445 000 $/an pour maintenir cette protection.
Biodiversité
Pour presque tous les groupes d'espèces, la plus grande diversité a été trouvée dans la partie médiane du bassin – mais ceci peut être dû à ce que les plus grands efforts ont porté sur cette zone à cause de la construction du réservoir de Reventazón, en cours pendant la période de collecte et d'étude faunique. De plus, la nature même des travaux de construction en cours a favorisé la découverte d'espèces habituellement difficiles à rencontrer.
Reforestation
Dans le cadre de la lutte contre le comblement du réservoir par les sédiments, préalablement à la construction du barrage, ICE a acquis des terres supplémentaires au-delà de la future zone inondée ; une zeone rampon de 50 a été réboisée sur le périmètre du réservoir pour réduire le potentiel d'érosion autour du réservoir.